# Chau Tsai (Tsing Yi)
Chau Tsai (kinesiska: 洲仔) är en ö i Hongkong (Kina). Den ligger i den nordvästra delen av Hongkong.